# Mannophryne orellana
Espèce
Mannophryne orellana est une espèce d'amphibiens de la famille des Aromobatidae.

## Répartition
Cette espèce est endémique de l'État de Táchira au Venezuela. Elle se rencontre vers 1 200 m d'altitude dans la cordillère de Mérida et la Cordillère Orientale.
Sa présence est incertaine en Colombie.

## Étymologie
Cette espèce est nommée en l'honneur du lépidoptérologiste Andrés Orellana.

## Publication originale
- Barrio-Amorós, Santos & Molina, 2010 : An addition to the diversity of dendrobatid frogs in Venezuela: description of three new collared frogs (Anura: Dendrobatidae: Mannophryne). Phyllomedusa, vol. 9, no 1, p. 3-35 (texte intégral).